# Pterophorus melanopoda
Pterophorus melanopoda is een vlinder uit de familie vedermotten (Pterophoridae). De wetenschappelijke naam van de soort is voor het eerst geldig gepubliceerd in 1907 door Fletcher.